# Alexandra Putra
Alexandra Putra (ur. 20 września 1986 w Olsztynie) – polska pływaczka reprezentująca także Francję. 
Jest córką trenera reprezentacji Polski w rugby union, Tomasza Putry (brata[wymaga weryfikacji?] polityka Krzysztofa Putry).

## Kariera
W barwach Francji bez powodzenia rywalizowała na Letnich Igrzyskach Olimpijskich 2004, wywalczyła dwa złote medale igrzysk śródziemnomorskich w 2005 (indywidualnie i w sztafecie) i zdobyła  złoty medal Mistrzostw Europy w Pływaniu na krótkim basenie 2008 na dystansie 200 metrów stylem grzbietowym. 
W 2011 roku została srebrną medalistką mistrzostw Polski na 100 i 200 metrów stylem grzbietowym. W 2012 zdobyła srebrne medale mistrzostw Polski na 200 metrów stylem grzbietowym, 200 metrów stylem dowolnym oraz w sztafecie 4 x 200 metrów stylem dowolnym. Na igrzyskach olimpijskich w Londynie reprezentowała Polskę, występując w sztafecie 4 × 200 m stylem dowolnym.